# Fernando Dissenha
Fernando Dissenha (São José dos Pinhais, 16 de janeiro de 1968) é um trompetista e professor brasileiro. Integra a Orquestra Sinfônica do Estado de São Paulo (OSESP) como trompetista solo desde 1997.

## Carreira
Em entrevista declarou que em sua juventude apreciava música popular, formando uma banda de rock com amigos e sendo fã dos Beatles. Nesta época também tocava flauta doce numa banda local. Em 1980 teve a primeira experiência com música erudita, ao assistir a um concerto da orquestra da Universidade Federal do Paraná, onde uma das peças tinha uma importante participação do trompete, que o deixou fascinado.
Iniciou os estudos do instrumento com Pedro Vital na sua cidade. Depois se aperfeiçoou com Antônio Aparício Guimarães em Curitiba, onde graduou-se bacharel em trompete na Escola de Música e Belas Artes do Paraná, e na sequência estudou com Edgar Batista dos Santos em São Paulo. Recebeu uma bolsa de estudos e fez um curso em Anzio, na Itália. Uma outra bolsa concedida pela Fundação Vitae o conduziu à Universidade de Hartford, nos Estados Unidos, tendo aulas com Chris Gekker, que fez sua indicação para a prestigiada Juilliard School, sendo admitido em 1992. Lá foi aluno de Gekker e Mark Gould, concluindo mestrado em 1996.
Voltando para o Brasil, passou a se dedicar à docência, paralelamente à sua carreira como intérprete profissional. Desde 1997 é o primeiro trompete solista da Orquestra Sinfônica do Estado de São Paulo, Com a OSESP participou de turnês pelo Brasil, América Latina, Estados Unidos, Europa e Ásia, além de participar de diversas gravações pelos selos Bis, Naxos e Chandos. Apresentou-se como solista com a Orquestra Sinfônica da Bahia, a Orquestra Sinfônica do Paraná, a Orquestra de Câmara de Curitiba, a Orquestra de Câmara Brasileira, a Orquestra Sinfônica da Venezuela e a Orquestra Sinfônica Di Bugras de Anzio. Como camerista, integra o Quinteto de Metais São Paulo, grupo que tem um repertório eclético que vai do Renascimento até a contemporaneidade. Atuou também em Nova Iorque como instrumentista convidado do American Brass Quintet e com maestros como Leonard Slatkin, Gerard Schwarz, Stanislaw Skrowaczewsky, Denis Russel-Davis, Kurt Masur, Sidney Harth e Otto-Werner Mueller.
Foi professor de trompete na Faculdade Cantareira, na Escola de Música e Belas Artes do Paraná, na Escola de Música do Estado de São Paulo e no Conservatório de Tatuí. Ministrou cursos e masterclasses nas universidades de Maryland e Medellín e nos principais festivais de música do Brasil. Dá aulas nas escolas de música da OSESP e da Orquestra Parassinfônica do Estado de São Paulo, um projeto voltado a músicos com deficiências. É consultor pedagógico do programa de educação musical e inclusão de crianças e adolescentes Guri Santa Marcelina, em São Paulo.
No ano de 2004 participou da gravação do CD Jobim Sinfônico, álbum que recebeu o Grammy Latino na categoria de melhor álbum Clássico. Esse CD também foi incluído na lista dos nomeados para o Grammy de 2006, na categoria de melhor álbum Crossover Clássico.
Em 2008 publicou a obra didática Caderno de Trompete Yamaha, pela Editora Vitale. Obra inicialmente concebida para ser usada em workshops do Programa Sopro Novo Bandas da fabricante de instrumentos Yamaha, várias escolas de música adotaram a publicação em seus cursos, incluindo a Escola de Música e Belas Artes do Paraná e o Conservatório de Música de Sergipe. Está dividida em cinco partes: aspectos básicos, exercícios, estudos, duetos e solos, sendo acompanhada por um CD com exemplos. Ainda em 2008 participou da fundação da Associação Brasileira de Trompetistas, presidindo o 1º e o 2º Encontro Internacional de Trompetistas da associação em 2008 e 2009. Em 2017 completou doutorado pela Universidade de São Paulo, com a tese Os trompetistas e o repertório da OSESP nas temporadas de concerto de 1977 a 1980.

## Reconhecimento
Em 1993 foi vencedor da Julliard's Trumpet Concert Competition, e como prêmio apresentou-se no Carnegie Hall, em Nova Iorque, como solista do Concerto para trompete e orquestra de Johann Nepomuk Hummel, acompanhado pela New York String Orchestra. Sua interpretação foi louvada em crítica do jornal The New York Times como "brilhante e virtuosa".
Vários pesquisadores já publicaram opinião sobre ele. Thiago Vieira Pereira disse que o trompetista é "reconhecido por sua qualidade artística" e está, no campo do trompete, entre as "personalidades de grande relevância no cenário musical brasileiro [que] promovem pesquisas manifestas em diferentes trabalhos acadêmicos". Oito compositores dedicaram obras para trompete a ele, sendo um dos três instrumentistas que mais receberam dedicatórias, o que segundo Maico Viegas Lopes, constata "a importância de alguns intérpretes, ao longo da história, no que se refere ao fomento a novas composições. [...] Além disso, eles foram responsáveis por estreias de muitas das obras". Para Anderson Lagoin Romero, ele "é um dos principais trompetistas clássicos do Brasil", e para Ítalo Ferro "Dissenha é um dos músicos mais destacados quando o assunto é o trompete na orquestra sinfônica".
Sobre sua performance, o músico e historiador alemão Friedel Keim destacou que "ele possui uma notável flexibilidade, tanto técnica quanto musical: num momento está flutuando no extremo registro agudo com tranqüilidade, e em seguida, articula rapidamente notas graves com clareza e precisão. Sua sonoridade contém tanto elementos brilhantes quanto escuros, num fraseado de colorido variado". Segundo Clistenes Pinto Lisboa, Dissenha é um conceituado professor de trompete, e na apreciação de Ítalo de Holanda Ferro, sua tese de doutorado é uma contribuição importante para a historiografia do trompete no Brasil.
Em 2003 lançou o CD Carambola com o pianista Carlos Assis, dedicado à música brasileira. Esse trabalho foi descrito pela International Trumpet Guild como "um disco maravilhoso". Osvaldo Lacerda, uma referência na composição para instrumentos de sopro, após ouvir a interpretação de duas de suas obras, Rondino e Sonata, incluídas no CD Carambola, escreveu-lhe uma carta dizendo: "Dou-lhe meus sinceros parabéns pela belíssima execução de mestre, com um som puro e preciso; pelos pianos bonitos, 'redondos' e expressivos; pelos fortes não-agressivos; e pela interpretação correta, obediente à partitura (coisa rara!), captadora do que, na falta de melhor palavra, se chama de 'o sentido' da obra. Parabéns por tudo, e muito obrigado!" 

## Discografia
- Carambola (CD, 2003), com o pianista Carlos Assis.[3]
- Música Brasileira para Quinteto de Metais (CD, 2014), com o Quinteto de Metais São Paulo.[2]

### Participações
- Jobim Sinfônico (CD, 2004).[9]
- Participação em álbuns da Orquestra Sinfônica do Estado de São Paulo.[2]